# 不当演员的姑娘
《不当演员的姑娘》（維吾爾語：ئارتىس بولمىغان قىز‎，拉丁维文：artis bolamigan kiz）是1983年由天山电影制片厂摄制的彩色歌舞故事片。由广春兰执导，礼魂编剧，热依汗·阿不力孜、梅丽古丽·艾买提、哈斯木等人主演。讲述的是舞蹈演员阿米娜与女儿玛依拉因文化大革命被迫分开，最终又因舞蹈相认的故事。是一部对文革进行反思的伤痕电影。该影片曾获中华人民共和国文化部1983年优秀影片奖荣誉奖。

## 剧情
20世纪80年代初，舞蹈演员阿米娜（热依汗·阿不力孜 饰）在为歌舞团招收学员而四处奔波。途径山区时偶遇游玩的天赋异禀玛依拉（梅丽古丽·艾买提 饰）。阿米娜十分喜爱玛依拉，玛依拉也希望能够加入歌舞团。然而此举遭到玛依拉的父亲艾买提（哈斯木 饰）拒绝。玛依拉偷偷参加了招生考试，并在考试中大放异彩，生气的艾买提让玛依拉做出选择：随他回家或断绝关系去当演员。艾买提有自己的苦衷，玛依拉的母亲曾是舞蹈演员阿依夏木，但在“十年动乱时期”被迫害致死。艾买提将流浪的玛依拉收留，虽然教授她音乐、舞蹈，但不希望她重蹈阿依夏木的覆辙。虽然玛依拉决定去当演员，但阿米娜不忍拆散人家家庭，将玛依拉送回家里。艾买提意外得知阿米娜就是自动乱幸存的阿依夏木，便将玛依拉送到歌舞团。在歌舞团勤奋练习后，玛依拉和阿米娜在舞剧《明月》中饰演母女。后台，玛依拉得知了自己的身世，终于在舞台上与母亲团圆。

## 电影制作

### 剧本创作
《不当演员的姑娘》的电影文学剧本初名《明月出天山》，编剧礼魂本名李魂。电影剧本于1978年开始创作，彼时李魂任《新疆日报》驻喀什记者站记者，为创作剧本，李魂走遍喀什地区所有县以采访各地的文艺界人士在文化大革命时期的经历。1979年，电影文学剧本创作完毕。随即，剧本进入审查和修改。创作剧本时，李魂本欲创作故事简单、以歌舞为主的电影，但文学剧本经过《新疆日报》、长春电影制片厂的审查时，被要求增加故事性、增强感人情节。经历三年的审查后，电影文学剧本于《电影文学》上发表。

### 电影拍摄
电影文学剧本《明月出天山》发表后，新疆维吾尔自治区文化厅厅长巩克借着到天山电影制片厂开会之机，提出由天山电影制片厂拍摄该片，《明月出天山》就此回到天山电影制片厂并交由广春兰导演。接到拍摄任务前，广春兰已和新疆歌舞团的一些舞蹈演员有所交流，如阿吉·热合曼、海丽且木·斯迪克等，了解了他们对艺术的追求和在文化大革命时期的遭遇。《明月出天山》的名称取自李白诗句“明月出天山，苍茫云海间”，但因与电影反应的时代不协调，而改用电影台词中的一句“不当演员的姑娘”作为电影名称。
选角时，广春兰选择了新疆歌舞团的舞蹈演员热依汗·阿不力孜扮演舞蹈家阿米娜，选择新疆艺术学院舞蹈专业学生梅丽古丽·艾买提扮演玛依拉。此次选角还发掘出木拉丁·阿不力米提等演员。确定主演后，广春兰为主演进一步修改剧本，使玛依拉与梅丽古丽更加切合。电影于1983年春成立摄制组，开始开拍。《不当演员的姑娘》在新疆多地拍摄，电影开头的山区选择在乌鲁木齐市南山菊花台拍摄。电影也选择在吐鲁番的吐鲁番宾馆取景。然而恰逢吐鲁番风季，剧场布景被风吹散，此次经历为电影《神秘驼队》的拍摄提供了经验。摄制组在夏季再此前往吐鲁番完成相关剧情的拍摄。电影中艾买提的大院最终是在伊犁哈萨克自治州上百个院落中选择的，该院落既方便戏剧调度，也有生活气息。
电影拍摄时，广春兰为让初登荧幕的演员表演自然，未让他们使用汉语表演，而是使用维吾尔语表演。电影《不当演员的姑娘》最后是有上海电影译制厂配音，丁建华等人为演员配音。在拍摄招生考试时，导演采取了在歌剧《艾里甫与赛乃姆》中进行舞蹈表演。将舞蹈和歌剧混合的行为在拍摄时遭到一度遭到质疑，但在成片后反对之声消匿。在拍摄舞剧《明月》时，主创团队为保证舞剧成为电影的有机部分，将把舞剧分为4部分，先作曲、录制工作带再排舞、拍摄；剪辑后再正式录制舞剧音乐的繁琐程序。在新疆人民剧场拍摄的片段在洗印时出现了事故，超过50多个镜头被划了道。广春兰力排众议，在拍摄设备归还、群众演员离开的情况下，重组摄制组补拍相关内容。
电影拍摄完成后由天山电影制片厂初剪，共有16本有效素材。电影处在一部电影过长，分上下部素材不够的尴尬境地。于是，广春兰前往北京电影制片厂请求协助，电影剪辑师傅正义数次对《不当演员的姑娘》进行剪辑，最终编为10本。

## 上映票房
电影《不当演员的姑娘》于1983年11月28日发行。电影销售成本超53万元人民币，发行权费收入超114万元人民币，收益近61万元人民币。
1985年，《不当演员的姑娘》作为展演电影参加第5届伊斯坦布尔国际电影节。厄瓜多尔、罗马尼亚、埃及等国均购买了该电影的拷贝。

## 所获奖项
| 奖项                   | 类别   | 获奖或入围者       | 结果 | 來源   |
| ---------------------- | ------ | ------------------ | ---- | ------ |
| 文化部1983年优秀影片奖 | 荣誉奖 | 《不当演员的姑娘》 | 獲獎 | [ 14 ] |